# خليج أكروتيري

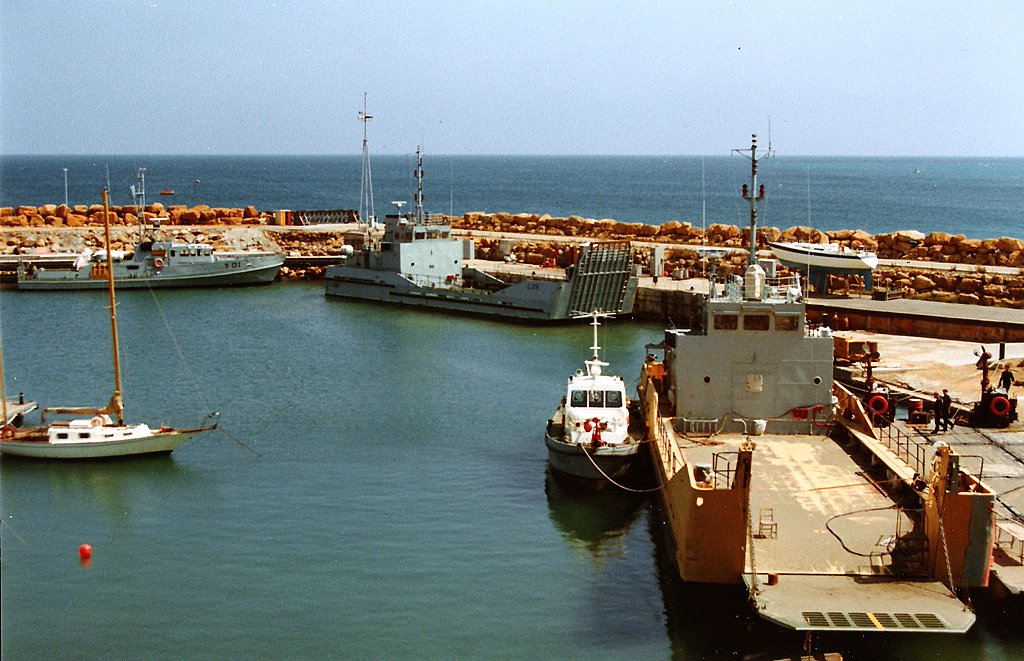
أكروتيري

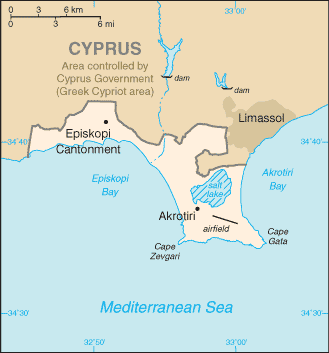
خليج أكروتيري على الساحل الجنوبي من قبرص، بالقرب من مدينة ليماسول.

خليج أكروتيري((باليونانية: Κόλπος Ακρωτηρίου)‏, Kolpos Akrotiriou; (بالتركية: Limasol Körfezi)‏) هو جزء من البحر الأبيض المتوسط إلى الشرق من شبه جزيرة أكروتيري (قبرص) على الساحل الجنوبي لجزيرة قبرص. المنطقة الغربية السيادية قاعدة أكروتيري ودكليا، أقاليم ما وراء البحار البريطانية، تدار بوصفها منطقة القاعدة السيادية، المتاخمة للخليج. وتقع مدينة ليماسول أيضا على الخليج. يتم تشكيل الطرف الجنوبي للخليج من قبل كيب غاتا.
‌